# Emilio Hansen
Emilio Hansen (Buenos Aires, 30 de abril de 1849 - Buenos Aires, 6 de abril de 1937) fue un abogado y financista argentino, que ocupó el Ministerio de Hacienda durante la presidencia de Carlos Pellegrini, en plena crisis posterior al pánico de 1890.

## Biografía
Era hijo del danés Nicolai Peter Hansen y de Emilia Luisa Mahan, argentina de primera generación, hija de inmigrantes irlandeses. Estudió en la Universidad de Buenos Aires, doctorándose en jurisprudencia.
Dedicó sus años de joven profesional a asesorar jurídicamente a bancos y entidades financieras, logrando establecerse como un importante abogado en los años de rápido crecimiento de la Bolsa de Comercio de Buenos Aires.
En 1891, tras el final de la fase más acuciante de la crisis económica del año anterior, el presidente Carlos Pellegrini lo nombró Ministro de Hacienda de la Nación.
Entre sus primeras medidas, pretendió averiguar a cuánto ascendía la deuda pública del país, descubriendo que se debían más de 475 000 pesos oro, lo que resultaba claramente impagable, aún a largo plazo. En un informe presentado ante el desorientado Congreso de la Nación Argentina, reveló que la crisis había estallado por la simultaneidad del aumento descontrolado de la demanda de bienes, la caída de la credibilidad del sistema financiero argentino, la fuga de capitales y la caída del precio de la moneda nacional, que el gobierno había fracasado en frenar vendiendo sus reservas de oro. Ese diagnóstico es muy similar al que actualmente realizan los historiadores para describir la crisis del 90.
Su política económica estuvo centrada en la recuperación de la confianza de los inversores internos y externos, y en una cuidadosa dosificación de la emisión monetaria, para no volver a generar una escalada inflacionaria por sobreoferta monetaria ni frenar la incipiente recuperación económica por falta de circulante.
Tras el final del gobierno de Pellegrini se dedicó a dictar cátedra de Economía Política en la Universidad, y escribió una de sus obras maestras: "Chile y la República Argentina: paralelo económico" (1895). Entre junio de 1902 y julio de 1903 fue vicepresidente del Banco de la Provincia de Buenos Aires.
Fue uno de los fundadores del Club Atlético Estudiantes, de Caseros, y más tarde presidió el club. Más tarde fue presidente de la Argentine Football Asociation, entre 1907 y 1909.
Fue director del Banco de la Provincia de Buenos Aires desde marzo de 1912; en enero de 1914, el presidente Victorino de la Plaza le encargó la preparación del presupuesto nacional para el año siguiente, lo que causó la renuncia del ministro Lorenzo Anadón. En 1916 publicó su obra más conocida, "La moneda argentina; estudio histórico". Algún tiempo después de la llegada del radicalismo al poder, renunció a todos sus cargos públicos en mayo de 1918.
En 1930 publicó su último libro, "Actualidades monetarias". Falleció en Buenos Aires en 1937, y sus restos descansan en el Cementerio de la Recoleta. Su matrimonio con Luisa Leonard le había dado trece hijos.